# Liste der Naturdenkmale in Monschau

Naturdenkmalzeichen

Die Liste der Naturdenkmale in Monschau listet sämtliche Naturdenkmale der Stadt Monschau auf.
Ein Naturdenkmal ist ein natürlich entstandenes Landschaftselement, das unter Naturschutz gestellt ist. Es kann ein einzeln stehendes oder vorkommendes Gebilde wie eine Felsnadel oder ein einzeln stehender Baum sein, undefinierten Umfangs wie eine Höhle oder auch ein Gebiet oder Gebilde mit einer beschränkten Fläche und einer klaren Abgrenzung von seiner Umgebung wie ein Felsengarten oder eine Wiese; letztere werden als flächenhaftes Naturdenkmal oder Flächennaturdenkmal bezeichnet.

## Naturdenkmale in Monschau
| Denkmal-Nummer | Ort / Lage | Bezeichnung des ND                                 | Anzahl | Art        | Eingetragen seit                                        | Schutzgrund | Beschreibung                                                               | Bild                          |
| -------------- | --- | -------------------------------------------------- | ------ | ---------- | ------------------------------------------------------- | ----------- | -------------------------------------------------------------------------- | ----------------------------- |
| 14             | Monschau 100 m nördlich Ecke Falkenburger Straße/Walter-Scheibler-Straße Karte                                                 | 1 Eiche                                            | 1      | Eiche      |                                                         |             |                                                                            | BW                            |
| 15             | Monschau Kirchstraße an der alten Pfarrkirche (Koordinaten ungenau!) Karte                                                     | 2 Buchen                                           | 2      | Rotbuche   | 16.06.1958                                              |             |                                                                            | BW                            |
| 16             | Monschau Eschbachstraße 30 Karte                                                                                               | 1 Blutbuche                                        | 1      | Blutbuche  | 01.10.1969                                              |             |                                                                            | BW                            |
| 17             | Monschau-Rohren an der Kreuzung Retzstraße/Riehelskuhl Karte                                                                   | 1 Alte Bergulme                                    | 1      | Bergulme   | 16.06.1958                                              |             |                                                                            | Fotos hochladen               |
| LP VI, 2.3-1   | Monschau (Koordinaten ungenau!) Karte                                                                                          | Niedermoor am Jägersief                            |        |            |                                                         |             |                                                                            | BW                            |
| LP VI, 2.3-2   | Monschau (Koordinaten ungenau!) Karte                                                                                          | Niedermoor an der Girvelscheider Schneise          |        |            |                                                         |             |                                                                            | BW                            |
| LP VI, 2.3-3   | Monschau Karte | Stieleiche bei Ruitzhof                            | 1      | Stieleiche |                                                         |             |                                                                            | BW                            |
| LP VI, 2.3-4   | Monschau-Mützenich südwestlich des Steling, ca. 10 m östlich des Landesgrenzsteins 722 Karte                                   | Blocksteine "Kaiser-Karls-Bettstatt" bei Mützenich |        |            | bereits 1959 im ND-Buch des ehemaligen Kreises Monschau |             |                                                                            | mehr Fotos \| Fotos hochladen |
| LP VI, 2.3-5   | Monschau Karte | Felsklippe südwestlich der Rochusmühle             |        |            |                                                         |             |                                                                            | BW                            |
| LP VI, 2.3-6   | Monschau-Mützenich Gut Staffelbusch, ca. 30 m südlich des Wohnhauses an der Straße "Schiffenborn" (Koordinaten ungenau!) Karte | Rotbuche und Esche, Mützenich Staffelbusch         | 1      | Rotbuche   | 01.09.1967                                              |             | Die Esche wurde 2007 durch einen Orkan entwurzelt und existiert nicht mehr | BW                            |
| LP VI, 2.3-7   | Monschau-Kalterherberg an der 2. Wegkreuzung des Theißbaumweges, 80 m in den Weg nach links, an der rechten Wegseite Karte     | Theißbaum                                          | 1      | Stieleiche | 01.09.1967                                              |             |                                                                            | Fotos hochladen               |
| LP VI, 2.3-8   | Monschau Karte | Rotbuche südlich Kalterherberg                     | 1      | Rotbuche   |                                                         |             |                                                                            | BW                            |